# Pelota basca nos Jogos Pan-Americanos de 2019 - Pelota de couro frontón em duplas masculinas
A categoria pelota de couro frontón duplas masculinas foi disputada nas competições da pelota basca nos Jogos Pan-Americanos de 2019, em Lima. Foi realizada em Villa María del Triunfo de 4 a 10 de agosto.

## Calendário
Horário local (UTC-5).
| Data         | Horário | Fase                |
| ------------ | ------- | ------------------- |
| 4 de agosto  | 11:18   | Fase preliminar     |
| 9 de agosto  | 11:00   | Disputa pelo bronze |
| 10 de agosto | 15:16   | Final               |

## Medalhistas
| Ouro   | ARG Pablo Fusto e Alfredo Villegas    |
| Prata  | CUB Armando Chappi e Frendy Fernández |
| Bronze | MEX Rodrigo Ledesma e Miguel Urrutia  |

## Resultados

### Fase preliminar
A fase preliminar consistiu em um grupo único em que todas as duplas se enfrentaram uma vez. Ao final da fase, as duas primeiras duplas disputaram a final pelo ouro, enquanto a terceira e a quarta jogaram pelo bronze.
| Pos | Equipe                                          | J | V | D | GP  | GC  | SG  | Pts |
| --- | ----------------------------------------------- | - | - | - | --- | --- | --- | --- |
| 1   | Argentina (ARG) Pablo Fusto Alfredo Villegas    | 4 | 4 | 0 | 120 | 52  | +68 | 12  |
| 2   | Cuba (CUB) Armando Chappi Frendy Fernández      | 4 | 3 | 1 | 105 | 77  | +28 | 10  |
| 3   | México (MEX) Rodrigo Ledesma Miguel Urrutia     | 4 | 2 | 2 | 96  | 81  | +15 | 8   |
| 4   | Estados Unidos (USA) Agusti Brugues José Huarte | 4 | 1 | 3 | 73  | 100 | −27 | 6   |
| 5   | Peru (PER) Daniel Fernández Edson Velásquez     | 4 | 0 | 4 | 36  | 120 | −84 | 4   |

Horário local (UTC-5).
| 4 de agosto 11:18 Relatório | Fusto – Villegas | 2–0 | Chappi – Fernández | Centro de Esportes de Villa María del Triunfo Árbitro(s): Leonardo Mondada (URU), Alejandro Varela (URU) |
| 4 de agosto 11:18 Relatório | (15–6, 15–9)     |     |                    | Centro de Esportes de Villa María del Triunfo Árbitro(s): Leonardo Mondada (URU), Alejandro Varela (URU) |

| 4 de agosto 12:17 Relatório | Brugues – Huarte | 0–2 | Ledesma – Urrutia | Centro de Esportes de Villa María del Triunfo Árbitro(s): Alfonso Romero (CHI), Roberto Jara (CHI) |
| 4 de agosto 12:17 Relatório | (7–15, 5–15)     |     |                   | Centro de Esportes de Villa María del Triunfo Árbitro(s): Alfonso Romero (CHI), Roberto Jara (CHI) |

| 5 de agosto 11:29 Relatório | Fusto – Villegas | 2–0 | Brugues – Huarte | Centro de Esportes de Villa María del Triunfo Árbitro(s): Rolando Casteleiro (CUB), Leonardo Mondada (URU) |
| 5 de agosto 11:29 Relatório | (15–8, 15–2)     |     |                  | Centro de Esportes de Villa María del Triunfo Árbitro(s): Rolando Casteleiro (CUB), Leonardo Mondada (URU) |

| 5 de agosto 12:19 Relatório | Chappi – Fernández | 2–0 | Fernández – Velásquez | Centro de Esportes de Villa María del Triunfo Árbitro(s): Leonardo Mondada (URU), Alejandro Varela (URU) |
| 5 de agosto 12:19 Relatório | (15–2, 15–5)       |     |                       | Centro de Esportes de Villa María del Triunfo Árbitro(s): Leonardo Mondada (URU), Alejandro Varela (URU) |

| 6 de agosto 11:41 Relatório | Ledesma – Urrutia | 0–2 | Chappi – Fernández | Centro de Esportes de Villa María del Triunfo Árbitro(s): Leonardo Mondada (URU), Juan Pablo Amaya (PER) |
| 6 de agosto 11:41 Relatório | (13–15, 6–15)     |     |                    | Centro de Esportes de Villa María del Triunfo Árbitro(s): Leonardo Mondada (URU), Juan Pablo Amaya (PER) |

| 6 de agosto 12:53 Relatório | Fernández – Velásquez | 0–2 | Fusto – Villegas | Centro de Esportes de Villa María del Triunfo Árbitro(s): Andrés Caballero (CUB), Luis Alberto Sánchez (PER) |
| 6 de agosto 12:53 Relatório | (6–15, 4–15)          |     |                  | Centro de Esportes de Villa María del Triunfo Árbitro(s): Andrés Caballero (CUB), Luis Alberto Sánchez (PER) |

| 7 de agosto 11:14 Relatório | Fusto – Villegas | 2–0 | Ledesma – Urrutia | Centro de Esportes de Villa María del Triunfo Árbitro(s): Alejandro Varela (URU), Juan Pablo Amaya (PER) |
| 7 de agosto 11:14 Relatório | (15–10, 15–7)    |     |                   | Centro de Esportes de Villa María del Triunfo Árbitro(s): Alejandro Varela (URU), Juan Pablo Amaya (PER) |

| 7 de agosto 12:11 Relatório | Brugues – Huarte | 2–0 | Fernández – Velásquez | Centro de Esportes de Villa María del Triunfo Árbitro(s): Pedro López (MEX), Juan Pablo Amaya (PER) |
| 7 de agosto 12:11 Relatório | (15–4, 15–6)     |     |                       | Centro de Esportes de Villa María del Triunfo Árbitro(s): Pedro López (MEX), Juan Pablo Amaya (PER) |

| 8 de agosto 10:00 Relatório | Chappi – Fernández | 2–0 | Brugues – Huarte | Centro de Esportes de Villa María del Triunfo Árbitro(s): Leonardo Mondada (URU), Jorge Balbi (ARG) |
| 8 de agosto 10:00 Relatório | (15–14, 15–7)      |     |                  | Centro de Esportes de Villa María del Triunfo Árbitro(s): Leonardo Mondada (URU), Jorge Balbi (ARG) |

| 8 de agosto 10:54 Relatório | Ledesma – Urrutia | 2–0 | Fernández – Velásquez | Centro de Esportes de Villa María del Triunfo Árbitro(s): Jorge Balbi, (ARG), Leonardo Mondada (URU) |
| 8 de agosto 10:54 Relatório | (15–6, 15–3)      |     |                       | Centro de Esportes de Villa María del Triunfo Árbitro(s): Jorge Balbi, (ARG), Leonardo Mondada (URU) |

### Disputa do bronze
| 9 de agosto 11:00 Relatório | Ledesma – Urrutia | 2–0 | Brugues – Huarte | Centro de Esportes de Villa María del Triunfo Árbitro(s): Leonardo Mondada (URU), Alejandro Varela (URU) |
| 9 de agosto 11:00 Relatório | (15–11, 15–13)    |     |                  | Centro de Esportes de Villa María del Triunfo Árbitro(s): Leonardo Mondada (URU), Alejandro Varela (URU) |

### Disputa do ouro
| 10 de agosto 15:16 Relatório | Fusto – Villegas | 2–0 | Chappi – Fernández | Centro de Esportes de Villa María del Triunfo Árbitro(s): Leonardo Mondada (URU), Juan Pablo Amaya (PER) |
| 10 de agosto 15:16 Relatório | (15–6, 15–11)    |     |                    | Centro de Esportes de Villa María del Triunfo Árbitro(s): Leonardo Mondada (URU), Juan Pablo Amaya (PER) |